# Michael Pan
Michael Pan (Madrid, 18 ottobre 1952) è un attore, doppiatore e conduttore radiofonico tedesco.

## Biografia
Nato a Madrid in Spagna dall'attore Peter Pan, emigrato dalla Germania nazista. È attivo anche come attore teatrale e doppiatore per audiolibri. È padre degli attori David Nathan e Joshua Nathan.

## Filmografia (parziale)

### Cinema
- Die Igelfreundschaft - regia di Herrmann Zschoche (1962)
- Engel im Fegefeuer - regia di Herrmann Zschoche (1965)
- Mein lieber Robinson - regia di Roland Gräf (1970)
- Der Lude - regia di Horst E. Brandt (1984)

### Televisione
- Zwei Freunde in Preußen -  regia di Rolf Busch - film TV (1981)
- Squadra speciale Lipsia (SOKO Leipzig) - serie TV (2003)
- Nikola - serie TV (2005)
- Die Rosenheim-Cops - serie TV (2007)
- Il commissario Schumann  (Der Kriminalist) - serie TV (2008)
- Il nostro amico Kalle (Da kommt Kalle) - serie TV (2010)
- Weissensee - serie TV (2015)

## Doppiaggio
- Jonathan Sagall in Schindler's List - La lista di Schindler
- Martin Short in Mars Attacks!
- Philip Seymour Hoffman in Il grande Lebowski
- David Wenham in Van Helsing
- Stefán Karl Stefánsson in Lazy Town
- Bob Odenkirk in Breaking Bad e Better Call Saul
- Tom Kenny in Transformers - La vendetta del caduto
- John Ortiz in Bumblebee

### Film d'animazione
- Nick in Galline in fuga
- Carlos in Gli Abrafaxe e i pirati dei Caraibi
- Prof. Pannolino in Capitan Mutanda - Il film
- Narratore francese in SpongeBob - Amici in fuga, Saving Bikini Bottom, Plankton - Il film

### Serie televisive
- Tom Kenny (come Patchy il pirata) e Narratore francese in SpongeBob e Kamp Koral - SpongeBob al campo estivo
- Brent Spiner in Star Trek: Enterprise
- Bob Odenkirk in Tutti amano Raymond, The Office, Undone, Ed, Weeds, Breaking Bad, Better Call Saul, Mom, Il metodo Kominsky
- Martin Short in Modern Family, The Morning Show, Only Murders in the Building

### Serie televisive d'animazione
- Ryo Saeba in City Hunter
- Mister Mxyzptlk in Superman
- Goro Otaki in Detective Conan
- Gregory in Dragon Ball Z
- Damerino in Hamtaro
- Escargoon in Kirby
- Jimmy in Krypto the Superdog
- Jean-Luis Bonaparte in Yu-Gi-Oh! GX
- Kahn Souphanousinphone in King of the Hill
- Undertaker in Black Butler
- George W. Bush in American Dad!
- Mr. Mittens in Johnny Test
- Pinguino in Batman: The Brave and the Bold
- Pops in Regular Show
- Master Xox in I Fantaeroi
- Silvestro in The Looney Tunes Show
- Probabilitor in Gravity Falls
- Francisco e Alacazar in Elena di Avalor

### Videogiochi
- Chen in LEGO Dimensions

## Doppiatori italiani
Da doppiatore,nelle versioni in italiano è stato sostituito da:
- Pietro Ubaldi in Gli Abrafaxe e i pirati dei Caraibi